# グリム・リーパー (バンド)
グリム・リーパー（Grim Reaper）は、イングランド出身のヘヴィメタル・バンド。
NWOBHMムーブメントの末期にデビュー。実力派のボーカリスト、スティーヴ・グリメットが在籍していた事で知られる。一度解散したが、2006年から「Steve Grimmett's Grim Reaper」名義で活動した。

## 略歴・背景

### NWOBHM期（1979年 - 1988年）
1979年、ニック・ボウコット(G)らを中心にイングランド・ウィチャボンで結成。
ポール・デ・メルカド(Vo)らを含むラインナップで録音された曲「The Reaper」を1981年発売のコンピレーション・アルバム『Heavy Metal Heroes』に提供した後、スティーヴ・グリメットが加入。1980年代のNWOBHMムーブメント末期に見出され、1983年に母国のインディー・レーベル「エボニー・レコード」から『シー・ユー・イン・ヘル』でアルバムデビュー。
1984年、1stアルバムが「RCAレコード」の配給で全米でもリリース。MTVで流したミュージック・ビデオの効果もあって、ビルボード100位以内にチャートインし、27週に渡ってランクインする快挙を成し遂げる。
1985年には2ndアルバム『フィアー・ノー・イーヴル』をリリース。米国でライブツアーを実施し、大型ライブイベントにも参加するなど大きく実績を積む。
商業的成功を受け「RCAレコード」と専属契約をするが、旧契約元の「エボニー・レコード」が権利無効を訴え、法廷闘争にまで発展。その間1987年に3rdアルバム『ロック・ユー・トゥ・ヘル』を「RCAレコード」経由でリリースするものの、訴訟問題に嫌気が差したスティーヴ・グリメット(Vo)は翌年に脱退。核を失ったバンドは、そのまま解散した。

### スティーヴ・グリメッツ・グリムリーパー期（2006年 - 2022年）

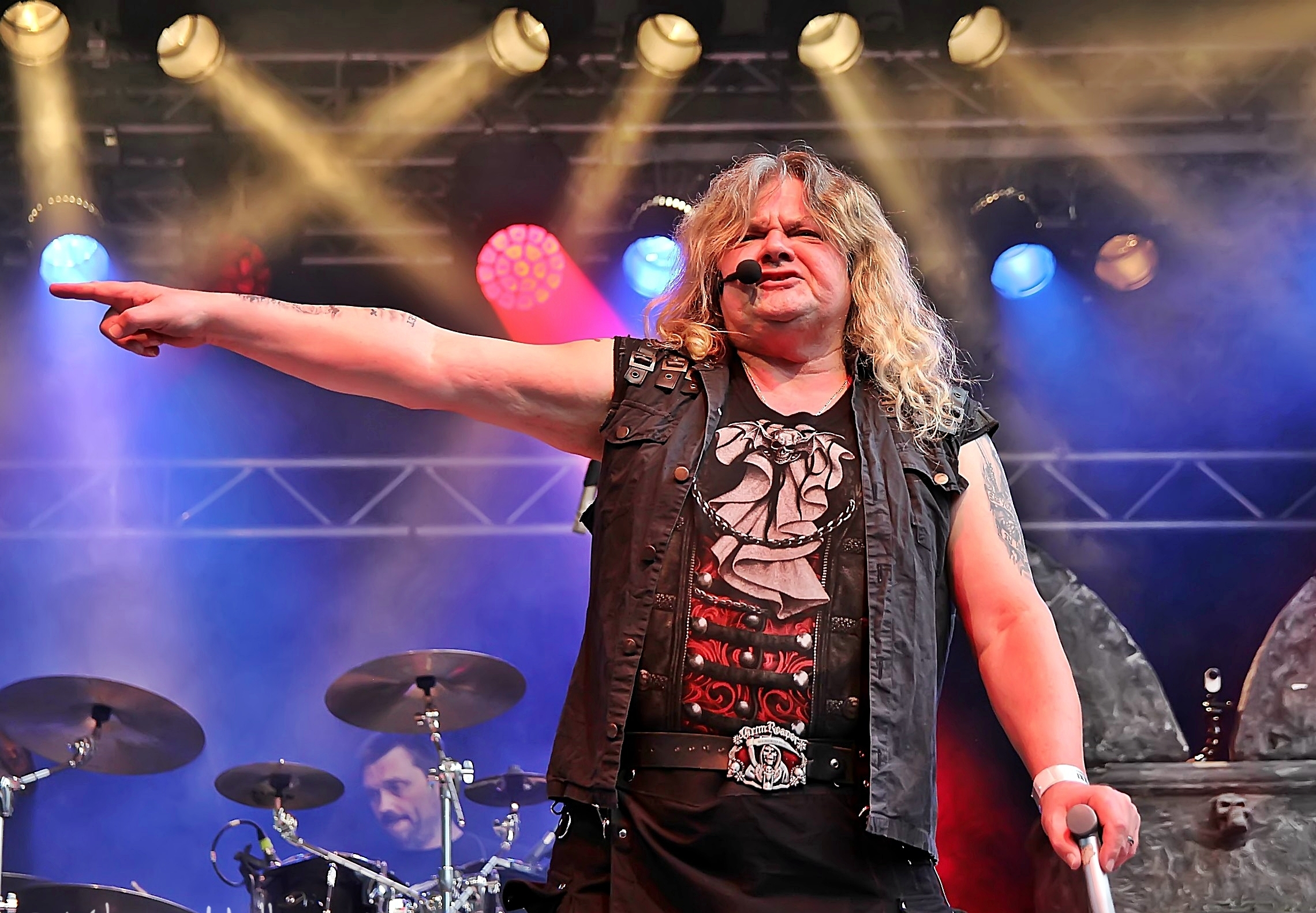
主宰スティーヴ・グリメット（2018年）

2000年代までグリメットは、HR/HMバンド「ライオンズハート」で活動していたが、日本以外では商業的成功を収めれず、頭打ちの状態が続いていた。そこでグリメットは固定したバンドを率いるのを止め、「スティーヴ・グリメット・バンド」としてパーソナルバンドを組むようになる。
そのプロジェクトの一環として、2006年から「スティーヴ・グリメッツ・グリム・リーパー」名義でライブ活動を再開。NWOBHMのトリビュート・セッションに参加するなど散発的な活動を続けながら、2014年にはオリジナルメンバーのボウコットが客演。そして2016年、29年ぶりのスタジオ・アルバム『ウォーキング・イン・ザ・シャドウズ』をリリースする。
しかし翌2017年1月、南米ツアーの開催中にグリメットが感染症に掛かり、右脚を切除する不幸に見舞われてしまう。今後のプランは白紙になり活動を休止。同7月、半年間のリハビリを経て義足を付けて復帰した。
2019年、Sグリメッツ名義2枚目のアルバム『At the Gates』をリリース。
2022年8月15日、主宰スティーヴ・グリメットが死去。再始動期の当グループはあくまでグリメットの私的なプロジェクトであるため、バンドは事実上の終焉となる。

## スタイル
NWOBHMの流れを汲み、キャッチーな正統派のブリティッシュ・ヘヴィメタルサウンドを特色としている。特にスティーヴ・グリメットの歌唱力は業界でも高く評価されており、自ら率いたバンド「ライオンズハート」にも受け継がれていった。

## メンバー
※2022年8月時点 

### 最終ラインナップ
- スティーヴ・グリメット (Steve Grimmett) ｰ ボーカル (1982－1988, 2006－2022) ♰RIP 2022

サポート
- イアン・ナッシュ (Ian Nash) ｰ ギター (2006－2022)
- ジュリアン・ヒル (Julian Hill) ｰ ベース (2018－2022)
- マーク・プーリン (Mark Pullin) ｰ ドラムス (2018－2022)

### 旧メンバー
- ポール・デ・メルカド (Paul De Mercado) ｰ ボーカル (1979－1981)
- ケヴィン・ニール (Kevin Neale) ｰ ベース (1979－1981)
- ニック・ボウコット (Nick Bowcott) ｰ ギター (1979－1988, 2014)
- フィリップ・マシューズ (Philip Matthews) ｰ ベース (1979－1981)
- アドリアン・ジャック (Adrian Jacques) ｰ ドラムス (1981－1982)
- デイヴ・ワンクリン (Dave Wanklin) ｰ ベース (1981－1987)
- リー・ハリス (Lee Harris) ｰ ドラムス (1982－1984)
- マーク・シモン (Mark Simon) ｰ ドラムス (1984－1988)
- "ブレイジング" ブーン・ローガン ("Blazing" Boon Rogan) ｰ フリューゲルホルン (1985)
- ジェフ・カーティス (Geoff Curtis) ｰ ベース (1987－1988)
- リッチー・ウォーカー (Richie Walker) ｰ ベース (2006－2008)
- ピート・ニューデッキ (Pete Newdeck) ｰ ドラムス (2006－2010)
- チャズ・グリマルディ (Chaz Grimaldi) ｰ ベース (2008－2016)
- マーク・ランブル (Mark Rumble) ｰ ドラムス (2010－2014)
- リッチー・イェイツ (Richie Yeates) ｰ ギター (2016)

サポート
- マート・トレイル (Mart Trail) ｰ ベース (2016－2018)
- ポール "ニードルス" ホワイト (Paul "NEEDLES" White) ｰ ドラムス (2014－2018)

## ディスコグラフィ
オリジナル・アルバム
- 『シー・ユー・イン・ヘル』 - See You in Hell（1983年）
- 『フィアー・ノー・イーヴル』 - Fear No Evil（1985年）
- 『ロック・ユー・トゥ・ヘル』 - Rock You to Hell（1987年）

スティーヴ・グリメッツ・グリム・リーパー 名義
- 『ウォーキング・イン・ザ・シャドウズ』 - Walking in the Shadows（2016年）
- At the Gates（2019年）

コンピレーション
- Best of Grim Reaper（1999年）